# Lamellobates quadricornis
Lamellobates quadricornis är en kvalsterart som beskrevs av Pérez-Íñigo och Baggio 1985. Lamellobates quadricornis ingår i släktet Lamellobates och familjen Austrachipteriidae. Inga underarter finns listade i Catalogue of Life.